# 等号
等号（とうごう）は、「=」の形をした数学記号である。「イコール」と読むことが多い。
等号の左右が等価であることを表し、等号で結ばれた数式を「等式」と呼ぶ。
1557年にウェールズの数学者ロバート・レコードによって発明された。レコードは、この記号"="を使った理由を「2本の平行線ほど等しいものは存在しないから」としている。

## 歴史
等号の「=」は国際的に認知された記号であるが、最初に使用したのは、ウェールズの数学者ロバート・レコードである。1557年、著書『知恵の砥石』において「…に等しい」という言葉を何度も使うことを避けるために2本の平行線を使った。2本の平行線ほど等しいものは存在しないという理由による。そのときの字形は現在よりもとても長いものであった。
その当時、他に伝統的に使用されていた等号としては、「‖」や「æ」、「œ」がある。

## 自然言語中の読み方
数式「A = B」と表記したとき、日本語では「AイコールB」または「AはBに等しい」と読む。英語では“A is equal to B”または“A equals B”と読む。後述の区切り文字として使われる場合は記号自体は発音されないことが多い。

## 関連記号

### 恒等
常に等号が成り立つ恒等式を、方程式と明確に区別したいとき「≡」が使われる。ただし「=」を使っても間違いではない。
```
A ≡ B
 （
A
 と 
B
 は恒等的に等しい）
```

「=」と「≡」の違いは次の例でわかりやすい。
```
x
 + 1 = 0
 （方程式）

x
 + 1 ≡ 1 + 
x
 （恒等式）
```

また、定義を通常の等式と区別したいときも「≡」が使われる。ただし「=」を使っても間違いではない。
```
A ≡ B
 （
A
 を 
B
 と定義する）
```

### 等号否定
「≠」は等号の否定を表し等号否定と呼ばれる。この符号は ≠ の左右が等価でないことを示す。
```
A ≠ B
 （
A
 と 
B
 は等しくない）
```

これと「A = B でない」は全く同じ意味である。

### ほぼ等しい
「∼」「≃」「≈」「≒」などは「ほぼ等しい」「おおよそ等しい」「近似的に等しい」「約(およそ)」などを表し、近似式や近似値などに使われる。
それぞれの記号は用途によって使い分けられるが、記号ごとの意味の対応は明確ではなく、厳密な定義は著者に委ねられている。
```
A ≒ B
 （
A
 は 
B
 にほぼ等しい）
```

日本などの東アジアの一部地域では「2 項がほぼ等しい」という意味で「≒」が用いられるが、その他の地域や数学などの専門的な文献においては「≃」を用いることが多い。また、数学的な意味以外でも、日本語の文章では「ほとんど同じ」という意図で使用されることもある。

### 定義
ある記号 A が意味するものを、ある記号 B が意味するものと同じであると定義するには「≔」を用いて
```
A
 ≔ 
B
（
A
 を 
B
 によって定義する）
```

と書く。
この他にも、「＝」の上に小さく "def" や "△" などを書いた記号が用いられることもある。
```
A
 
def
=
 
B

A
 
Δ
=
 
B
```

「≕」については、「A ≔ B」と同じ意味で
```
B
 
≕
 
A
```

と書くこともある。
つまりは「コロン“：”のある側の内容を、無い側の内容（こちらはその文脈において既に定義されているものに限る）で定義する」という使い方をする。
例えば、 {\displaystyle a,\;b\in \mathbb {R} } に対する区間 [a, b) や、和 {\displaystyle \textstyle \sum \limits _{i=1}^{5}a_{i}} を定義するときに
```

  

    

      

        
[

        
a

        
,

        

        
b

        
)

        
:=

        
{

        
x

        
∈

        

          
R

        

        
∣

        
a

        
≦

        
x

        
<

        
b

        
}

      

    

    
{\displaystyle [a,\;b):=\{x\in \mathbb {R} \mid a\leqq x<b\}}

  

  

    

      

        

          

            
∑

            

              
i

              
=

              
1

            

            

              
5

            

          

          

            
a

            

              
i

            

          

          
:=

          

            
a

            

              
1

            

          

          
+

          

            
a

            

              
2

            

          

          
+

          

            
a

            

              
3

            

          

          
+

          

            
a

            

              
4

            

          

          
+

          

            
a

            

              
5

            

          

        

      

    

    
{\displaystyle \textstyle \sum \limits _{i=1}^{5}a_{i}:=a_{1}+a_{2}+a_{3}+a_{4}+a_{5}}

  

```

または
```

  

    

      

        
{

        
x

        
∈

        

          
R

        

        
∣

        
a

        
≦

        
x

        
<

        
b

        
}

        
=:

        
[

        
a

        
,

        

        
b

        
)

      

    

    
{\displaystyle \{x\in \mathbb {R} \mid a\leqq x<b\}=:[a,\;b)}

  

  

    

      

        

          

            
a

            

              
1

            

          

          
+

          

            
a

            

              
2

            

          

          
+

          

            
a

            

              
3

            

          

          
+

          

            
a

            

              
4

            

          

          
+

          

            
a

            

              
5

            

          

          
=:

          

            
∑

            

              
i

              
=

              
1

            

            

              
5

            

          

          

            
a

            

              
i

            

          

        

      

    

    
{\displaystyle \textstyle a_{1}+a_{2}+a_{3}+a_{4}+a_{5}=:\sum \limits _{i=1}^{5}a_{i}}

  

```

と書いたりする。
シグマ記号 ∑
 の下の i = 1 での等号は、単に等しいことを意味している。

## 特殊な使い方

### 数学
- 図形については、「=」は長さ、面積、体積が等しいことを意味する。「△ABC = △DEF」は2つの三角形の面積が等しいということである。2つの図形が同一である、つまり合同であることを示すには「≡」を使う。
- 総和記号や総乗記号では、{\displaystyle \sum _{i=0}^{10}x_{i}} のように書くが、等号は第1項での i の値を表す。

### プログラミング言語
C言語およびその影響を直接あるいは間接的に受けたプログラミング言語（C++、Java、Perlなど）では、= は右辺の値を左辺の変数へ代入することを表す代入演算子 (assignment operator) である。一方、数学での「=」に当たる等価演算子（多くの場合、比較演算子の一種とされる）は = を 2 つ続けた == （ダブルイコール）である。これは、C言語では代入が文ではなく式であるため、代入演算子と等価演算子が同一の記号であっては文脈によって判断することができないからである。
= を代入に使うのは FORTRAN が起源とされる。FORTRAN は文字・記号の種類を非常に少なく設計しており、なおかつプログラムでは頻繁に使われる代入を簡単に表せるようにするため、このような言語仕様になった。なお、C系言語とは異なり、FORTRAN の等価演算子は == ではなく .EQ. である。
これらの言語に対し、Pascalなどでは、数学での用法と同じく、等価演算子は = である。ALGOL、PascalやPL/SQLなどの代入演算子は :=（コロンイコール）であり、APLなどの代入演算子は「←」である。抽象アルゴリズムの記述では数学での「=」の意味と矛盾しないこれらの記法のほうが好まれる。
BASICでは、同一の演算子記号「=」が文脈によって等価演算子か代入演算子か判断される。BASICでは代入が式ではなく文であるため、同一の記号でも文脈によって判断できる。
「≠」にあたる不等価演算子には、!=（等価演算子に「==」を使う言語の多く）、<>（等価演算子に「=」を使う言語の多く）、/=、^= などが使われる。
C言語およびその影響を受けた言語では、通常の代入演算子以外に、加算代入演算子 +=、減算代入演算子 -=、乗算代入演算子*=、除算代入演算子 /= などを備える。例えば a が変数のとき、a += 5; は a = a + 5;（a の値を、元の値に 5 を加えた値で置き換える）と同じである（糖衣構文）。
異なる意味合いの比較に、別の演算子を用意している言語もある。たとえば Perl では == と != は数値としての比較、eq と ne は文字列としての比較をする演算子である。

### 人名
ハールーン・アッ＝ラシード (Hārūn al-Rashīd) のように名前の読みがリエゾンしたり、複合姓（英語: compound surname）の姓など、ハイフンを使う場合、「⹀」（ダブルハイフン）を使用するのが正しい。この区切り文字は発音はされない。ただし日本語では「＝」を用いる事もある。

### 組織名
- =LOVE（イコールラブ）- アイドルグループの名称。=LOVEの姉妹グループに≠ME（ノットイコールミー）、≒JOY（ニアリーイコールジョイ）がある
- Juice=Juice（ジュースジュース）- アイドルグループの名称。間の記号は公式にダブルハイフンではなく、等号を使っている。また、口述する時に本記号の発音はしない（「ジュースジュース」と発音する）。

## 符号位置
| 記号 | Unicode | JIS X 0213 | 文字参照                 | 名称                                                  |
| ---- | ------- | ---------- | ------------------------ | ----------------------------------------------------- |
| =    | U+003D  | 1-1-65     | &#x3D; &#61;             | 等号 EQUALS SIGN                                      |
| ＝   | U+FF1D  | 1-1-65     | &#xFF1D; &#65309;        | 等号（全角） FULLWIDTH EQUALS SIGN                    |
| ≠    | U+2260  | 1-1-66     | &ne; &#x2260; &#8800;    | 等号否定 NOT EQUAL TO                                 |
| ≡    | U+2261  | 1-2-65     | &equiv; &#x2261; &#8801; | 常に等しい/合同 IDENTICAL TO                          |
| ≢    | U+2262  | 1-2-75     | &#x2262; &#8802;         | 合同否定 NOT IDENTICAL TO                             |
| ~    | U+007E  | 1-2-18     | &#x7E; &#126;            | チルド TILDE                                          |
| ∼    | U+223C  | -          | &sim; &#x223C; &#8764;   | チルド作用素 TILDE OPERATOR                           |
| ≑    | U+2251  | -          | &#x2251; &#8785;         | 幾何学的に等しい GEOMETRICALLY EQUAL TO               |
| ≒    | U+2252  | 1-2-66     | &#x2252; &#8786;         | ほとんど等しい APPROXIMATELY EQUAL TO OR THE IMAGE OF |
| ≓    | U+2253  | -          | &#x2253; &#8787;         | ほとんど等しい IMAGE OF OR APPROXIMATELY EQUAL TO     |
| ≃    | U+2243  | 1-2-76     | &#x2243; &#8771;         | 漸進的に等しい、ホモトープ ASYMPTOTICALLY EQUAL TO    |
| ≈    | U+2248  | 1-2-78     | &asymp; &#x2248; &#8776; | 近似的に等しい、同相 ALMOST EQUAL TO                  |
| ≔    | U+2254  | -          | &#x2254; &#8788;         | コロン等号 COLON EQUALS                               |
| ≕    | U+2255  | -          | &#x2255; &#8789;         | 等号コロン EQUALS COLON                               |
| ≝    | U+225D  | -          | &#x225D; &#8797;         | 等号（定義） EQUAL TO BY DEFINITION                   |
| ≜    | U+225C  | -          | &#x225C; &#8796;         | デルタ等号 DELTA EQUAL TO                             |